# Helmut Fischer (Theologe)
Helmut Fischer (* 4. Februar 1929 in Ölhütten, Sprachinsel Deutsch-Brodek-Wachtl, Nordmähren, Tschechoslowakische Republik; † 15. August 2023) war ein deutscher evangelischer Theologe, Publizist und Ikonenmaler.

## Leben
Fischer wurde 1945 als 16-Jähriger im Lager Litovel zur Zwangsarbeit interniert und im August 1946 nach Deutschland ausgewiesen. Sein Abitur machte er 1949 in Idstein/Taunus. Er studierte Evangelische Theologie, Philosophie und Psychologie an der Kirchlichen Hochschule Wuppertal sowie an den Universitäten Wien und Marburg, wo er 1958 zum Dr. theol. in Systematischer Theologie promoviert wurde. Er wirkte als Pfarrer in Altstadt bei Hachenburg/Westerwald und ab 1963 an der Französisch-reformierten Gemeinde in Frankfurt am Main. Parallel dazu begann er seine Lehrtätigkeit als Dozent am Theologischen Konvikt Frankfurt/Main sowie mit einer Lehrstuhlvertretung für Praktische Theologie an der Universität Heidelberg. Von 1976 bis 1991 war er Professor der Theologie (Predigt, Gottesdienstgestaltung und sprachliche Kommunikation) am Theologischen Seminar Friedberg, dessen Direktor er auch wurde. 1991 trat er in den Ruhestand. Seither war er als Erwachsenenbildner und als Autor tätig. Auch aus seinem Hobby, der Ikonenmalerei, machte er eine Berufung und wirkte seit 1994 als Ikonenlehrer.

## Theologie, Lehrtätigkeit und Autorenschaft
Fischer gilt als Meister der Rhetorik, der Generationen von Pfarrern darin unterwies, verständlich zu ihren Gemeinden zu sprechen. Sein Hauptanliegen war es, „über Fragen des Glaubens und ihre geistige Durchdringung in einen Dialog einzutreten“. Ziel seiner Theologie sollte es sein, „zur Überwindung konfessioneller, kultureller und ideologischer Engführungen beitragen und sowohl traditionell Denkende als auch Skeptiker, Fernstehende und Atheisten zu einem offenen Dialog in Glaubensfragen ermutigen zu können“. Diesem Ziel dienen auch Fischers Publikationen. Weil er sich zeitlebens mit dem Thema Sprache beschäftigte, zeichnen „sich seine Texte durch eine klare Gedankenführung und eine Sprache“ aus, „die auch von Zeitgenossen verstanden wird, die vom neuzeitlichen Denken geprägt sind und von der traditionellen Sprache der Kirche nicht mehr erreicht werden“. Die Klarheit seiner Bücher spiegelte sich auch in der Klarheit seiner Predigten und Vorträge wider. „Er sprach langsam, laut und deutlich. Seine Sätze waren kurz, prägnant, grammatisch einwandfrei, kurz: alles druckreif … Alles war so verständlich, auch für uns Laien, so einleuchtend, so umfassend …“, berichtet einer seiner Studenten. Fischers liberale Theologie – er ist Mitglied im Bund für Freies Christentum – ist von seinen Kriegs- und Nachkriegserlebnissen geprägt. „Bereits in meinem Jahr als Zwangsarbeiter hatte ich viel darüber nachgedacht, was unser Leben prägt und trägt. Ich schwor mir, nie wieder einem Lebenskonzept oder Sinnangebot zu folgen, das ich nicht selbst mit allen meinen Möglichkeiten bis in die letzten Winkel auf seine Tragfähigkeit hin geprüft hatte.“ Aus dieser kritischen Haltung heraus entstanden seine zahlreichen Bücher, in denen er versucht, „zum jeweils inhaltlichen Kern vorzudringen – indem ich kläre, wie die christlichen Glaubensinhalte entstanden sind und welche Wirklichkeit sie in ihren unterschiedlichen Sprachformen ausdrücken. Dieses Klären von Sachverhalten orientiert sich an den biblischen Zeugnissen und führt zur Substanz der christlichen Glaubensaussagen.“ Darüber hinaus helfe dies dem Leser, „sich von historisch bedingten Vorstellungen zu lösen und in zeitgenössischen Ausdrucksformen zum eigenen Glaubensverständnis zu finden“.

## Werke
- Grundlagenprobleme der Lehre vom Urstand und Fall – Ein Beitrag zur Methodenfrage der Theologie. Zentralverlag für Dissertationen Triltsch, Düsseldorf 1959.
- Glaubensaussage und Sprachstruktur. Furche-Verlag, Hamburg 1972.
- (als Hrsg.) Sprachwissen für Theologen. Furche-Verlag, Hamburg 1974.
- Thematischer Dialog-Gottesdienst. Furche-Verlag, Hamburg 1975.
- Trauung aktuell. Analysen, Erwägungen und Impulse zum kirchlichen Handeln bei der Eheschließung. Claudius Verlag, München 1976.
- Die Transaktionsanalyse – Anstöße zur kritischen Auseinandersetzung. Verlag Evangelischer Presseverband für Bayern, München 1985.
- Die Ikone. Ursprung – Sinn – Gestalt. Verlag Herder, Freiburg 1989; 3. Aufl. C. Albrecht Verlag, Hannover 2001.
- Die Welt der Ikonen. Das religiöse Bild in der Ostkirche. Insel Verlag, Frankfurt 1996. 3. Aufl. 2005.
- Schnellkurs CHRISTENTUM. DuMont Verlag, Köln 2001. 3. Aufl. 2006. (Übersetzung ins Koreanische.)
- Von Jesus zur Christusikone, Imhof Verlag, Petersberg 2005.
- Maria im Verständnis der Kirchen. Imhof Verlag, Petersberg 2006
- Die Botschaft malen, betrachten, hören. Ikonen aus einer Malwerkstatt. Selbstverlag 2006.
- Musste Jesus für uns sterben? Deutungen des Todes Jesu. Theologischer Verlag Zürich 2008. Übersetzung ins Italienische.
- Haben Christen drei Götter? Entstehung und Verständnis der Lehre von der Trinität. Theologischer Verlag Zürich 2008.
- Schöpfung und Urknall. Klärendes zum Gespräch zwischen Glaube und Naturwissenschaft. Theologischer Verlag Zürich 2009.
- Gemeinsames Abendmahl? Zum Abendmahlsverständnis der großen Konfessionen. Theologischer Verlag Zürich 2009.
- Einheit der Kirche? Zum Kirchenverständnis der großen Konfessionen. Theologischer Verlag Zürich 2010.
- Die Wunder Jesu (illustriert mit Ikonen von H. Rall), Imhof Verlag, Petersberg 2010.
- Christlicher Glaube – was ist das? Klärendes, Kritisches, Anstöße. Theologischer Verlag Zürich 2011.
- Der Auferstehungsglaube. Herkunft, Ausdrucksformen, Lebenswirklichkeit. Theologischer Verlag Zürich 2012.
- Sprache und Gottesglaube. Wie kann man heute von Gott reden? Deutscher Wissenschafts-Verlag, Baden-Baden 2012.
- Wie die Engel zu uns kommen. Theologischer Verlag Zürich 2012.
- Theologische Begegnungen. Ausgewählte kleine Schriften und Biographisches. Hrsg. v. Ökumenischen Freundeskreis der Ikonenmaler zum 85. Geburtstag von Helmut Fischer, BoD, Norderstedt 2014.
- Alternativlos? – Europäische Christen auf dem Weg in die Minderheit. Theologischer Verlag Zürich 2014.
- Die eine Wahrheit? Wahrheit in Philosophie, Wissenschaft und Religion. Theologischer Verlag Zürich 2015.
- Sind die Kirchen noch zu retten? Die europäischen Christen vor den Herausforderungen durch den Kulturwandel. BoD, Norderstedt: 2015.
- Haben wir alle denselben Gott? Zum Gott der hebräischen Bibel, Jesu und des Korans. BoD, Norderstedt: 2016.
- Religion ohne Gott? Heute vom Glauben reden. Theologischer Verlag Zürich 2017.
- Kein Gott – was nun? Glauben in posttheistischer Zeit. Bautz Verlag Nordhausen 2020.